# 10-й мобільний прикордонний загін
10-й мобільний прикордонний загін, також відомий як 10-й окремий загін оперативного реагування «ДОЗОР» (в/ч 1496) — військове формування Державної прикордонної служби.

## Історія
В середині квітня 2018 року для забезпечення виконання завдань у різних регіонах розпочалось розгортання відділів спеціальних дій «ДОЗОР» з місцями дислокації у Харкові, Житомирі, Львові, Херсоні та Одесі. У травні 2018 року планується розпочати новий курс відбору до лав загону.
До кінця року планується мати близько 1000 осіб особового складу прикордонного спецназу. І нарощення зусилля зі створення морського спецназу, а це — близько 270 людей, які будуть нести службу в підрозділах Дозор-М по акваторії Азовського та Чорного морів.
В травні 2019 року за сприяння посольства США прикордонному відомству були передані два катери «Safe Boat», що можуть використовуватися для патрулювання та рейдово-штурмових цілей. Сучасні катери будуть використовуватись 10-м окремим загоном оперативного реагування (Д. О. З. О. Р.) у оперативно-службових цілях. Команда катера 4 моряки. Проте, є можливість розміщення до 20 бійців десанту зі спорядженням.
У вересні 2019 року підрозділ взяв участь у міжнародних змаганнях в Литві. За його результатами він посів друге місце.
30 квітня 2023 року 10 мобільний прикордонний загін Державної прикордонної служби України указом Президента України Володимира Зеленського відзначений почесною відзнакою «За мужність та відвагу».

## Завдання
До числа особливих завдань загону входять:
- проведення локальних, (точкових) дій на визначених за рішенням Адміністрації Держприкордонслужби напрямках та керівництво діями підпорядкованих підрозділів;
- участь у заходах щодо організації охорони місць постійного й тимчасового перебування Президента України та інших посадових осіб, визначених у Законі України «Про державну охорону органів державної влади України та посадових осіб»;
- Антитерористична діяльність
- Протидія незаконній міграції, работоргівлі, незаконному обігу наркотичних засобів
- Спеціальні операції
- Ведення спеціальної розвідки
- забезпечення безпеки вищих посадових осіб
- Проведення навчальних заходів для лінійних підрозділів ДПСУ
- Протидиверсійна діяльність
- Оперативна діяльність

## Командування
- полковник Собко Вадим Григорович
- на 2025: полковник Балагура Максим Віленінович[9]

## Озброєння
- Гвинтівка UAR-15[10]

## Втрати
- 11 липня 2014 - старший сержант Поляков Василь Вікторович. Загинув с. Зеленопілля Луганська область, Свердловський район[11].
- 18 травня 2022 - сержант Данило Марюхно. Загинув на Харківському напрямку в районі н.п. Дементіївка[12].
- 18 травня 2022 - майстер-сержант Нежута Владислав Андрійович. Загинув на Харківському напрямку в районі н.п. Дементіївка[13].
- 27 травня 2022 - майстер-сержант Олександр Левченко. Загинув на Харківському напрямку в районі н.п. Дементіївка[14].
- 4 червня 2022 - майстер-сержант Вадим Русинський. Загинув на Харківському напрямку в районі н.п. Дементіївка[15].
- 22 грудня 2022 -  молодший сержант Пстрий Богдан. Загинув на східній околиці міста Соледар[16].
- 8 січня 2023 - полковник Юрій Юрчик. Загинув на східній околиці міста Соледар[17].
- 21 січня 2023 - майор Павло Загниборода. Загинув в районі н.п. Бахмут Донецької області[18].
- 16 березня 2023 - сержант Владислав Васко. Загинув в районі н. п. Новоданилівка, Запорізька область[19].
- 16 березня 2023 - полковник Очеретнюк Олександр. Загинув в районі н. п. Новоданилівка, Запорізька область[20].
- 22 травня 2023 - майстер-сержант Терещенко Віталій Вікторович. Загинув в районі н.п. Велика Писарівка Сумської області[21].
- 6 липня 2023 — Кириленко Сергій Володимирович, капітан.
- 16 березня 2024 - старший лейтенант Малькович Олексій Миколайович. Загинув  районі н.п. Велика Писарівка Сумської області[22].
- 17 березня 2024 - полковник Сергій Допіряк. Загинув в районі н.п. Лукашівка Сумської області[23].